# کرمنتس
کرمنتس (به روسی: Кременець) شهری در استان ترنوپیل در کشور اوکراین واقع شده‌است. جمعیت این شهر ۲۰,۶۷۴ نفر (۲۰۲۱ تخمینی)است.